# Culto à natureza
O culto à natureza é qualquer prática de variedade religiosa, espiritual e devocional que foca na adoração de deidades da natureza consideradas estarem por trás de fenômenos naturais. Uma deidade pode ser responsável pela natureza, uma região, um biótipo, a biosfera, os cosmos, ou o universo. O culto à natureza é frequentemente considerado a fonte primitiva de crenças religiosas modernas e pode ser encontrado em teísmo, panenteísmo, panteísmo, deísmo, politeísmo, animismo, totemismo, xamanismo e paganismo. É comum na maioria das formas do culto à natureza ter um foco espiritual na conexão individual e influência em alguns aspectos do mundo natural e sua reverência para com ele.

## Formas e aspectos do culto à natureza
- Culto equino
- Círculo de pedras
- Deidade lunar
- Deidade solar
- Mãe natureza
- Monumento megalítico